# Куп Србије у рагбију тринаест 2022.
Куп Србије у рагбију тринаест 2022. је било 18. издање купа наше државе у рагбију 13. Учествовало је шест српских рагби 13 клубова, а пехар је освојио Партизан, који је у финалу победио Црвену звезду. Тако су београдски црно-бели витезови, дошли до трећег пехара у Купу јесењи Господње 2022.

## Списак учесника
- Земун
- Дорћол тигрови
- Херој Полет
- Раднички Ниш
- Црвена звезда
- Партизан

## Резултати и извештаји са утакмица

### Четвртфинале
Херој Полет - Партизан 20-60
Партизан је са пола снаге дошао до победе против екипе Херој Полета и пласмана у полуфинале Купа Србије. Противник црно белима у том мечу биће екипа Дорћол Тигрова која је пласман у полуфинале остварила без борбе након што им је Раднички Нови Београд предао утакмицу. Практично данашња утакмица је за Партизан била лакши тренинг пред сигурно много интересантнија дуел са Тигровима, који ће се играти наредног викенда.
Стадион ФК Херој Полет Јајинци.Гледалаца 50. Судија: Адмир Хаџић.
Поени за Херој Полет: 4 Есеја – Маџаревић, Нешић, Софранић, Филип Самарџић. Претварања – Нешић 2/4.
Поени за Партизан 1953: 10 Есеја – Јанковић, Давиес, Јашари, Стојиљковић x2, Манојловић, Војиновић, Бибић, Крњета x2. Претварања – Јашари 10/10.
РЛК Херој Полет: Игор Стојковић, Стефан Милинковић, Немања Софранић, Лазар Бустић, Филип Самарџић, Дарко Самарџић, Коста Стојковић, Перо Маџаревић, Анастас Нешић, Филип Нешић, Јасмин Бибић
РЛК Партизан 1953: Драган Јанковић, Андреј Маринковић, Немања Манојловић, Велибор Карановић, Ђорђе Кењета, Енис Бибић, Џавид Јашари, Павле Војиновић, Тобy Давиес, Никола Србљанин, Александар Павловић, Страхиња Стојиљковић.
Земун - Црвена звезда 6-96
Црвена звезда је у четврт финалу Купа Србије лако савлад Земун са 6-96. За актуелног шампиона био је то лакши тренинг и добра припрема за наредни викенд када црвено бели у полуфиналу купа гостују Радничком на Чаиру.

### Полуфинале
Партизан - Дорћол тигрови 42-8
Партизан је у полуфиналу Купа Србије савладао Тигрове са 42-8 и заказао још један дуел са вечитом ривалом Црвеном звездом.
Раднички Ниш - Црвена звезда 6-88
Црвена звезда је данас у другом полуфиналу Купа Србије убедљиво у Нишу савладала домаћи Раднички са 88-6. Црвено бели су тако обезбедили још једно финале и трећи обрачун са Партизаном за неки трофеј ове сезоне.

### Финале
Партизан - Црвена звезда 27-24
Финале Купа Србије у рагбију 13 за сезону 2022 припало је Партизану. Црно бели су у изузетно узбудљивој и неизвесној утакмици успели да по други пут ове сезоне савладају Звезду и након пехара у Супер Купу Србије, освоје и трофеј у Купу Србије. Тако је Партизан дошао до своје треће титуле у Купу Србије, а друге узастопне. Црвена звезда је до сада освојила 4 Купа, док је Дорћол чак 11 пута подизао пехар намењен победнику нашег нај масовнијег такмичења. 
За разлику од неких предходних дуела са вечитим ривалом у којима су црно-бели углавном улазили ослабљени, овај пут Партизан је наступио у комплетном саставу. У тим су се вратили Драган Јанковић, Џавид Јашари и Стеван Стевановић, а свој први дерби одиграо је и Тоби Дејвис, Велшанин који је појачао црно-беле у летњем прелазном року. Већ на самом старту видело се да су играчи Партизана силно мотивисани да одбране пехар који су и прошле године освојили. Већ у четвртом минуту Џавид Јашари довео је свој тим у водство након успешно изведеног шута на гол из казне. Ово опредељење црно-белих да од самог старта крену да скупљају поене и то из казнених удараца, убрзо се испоставило као одлична одлука, јер је Звезда одмах морала да јури резултат. Нарочито, када су у 11 минуту играчи Партизана након есеја Александра Павловића повећали водство на 6-0.
Средином првог полувремена црвено-бели успостављају равнотежу на терену, а затим и постепено преузимају иницијативу. У 26 минуту Мирослав Селимовски је постигао први есеј за Звезду, а капитен Војислав Дедић је одлично извео шут из тешке позиције и поравнао резултат на 6-6.
Када се очекивало да ће Звезда кренути у још већу офанзиву, уследио је нови контра удар Партизана, који је до краја првог полувремена постигао још два есеја. Најпре се у 32 минуту Александар Павловић по други пут уписао у листу стрелаца, а у последњем минуту пред одлазак на одмор Џавид Јашари је свом тиму донео значајну предност од 18-6.
На старту другог полувремена Црвена звезда је кренула силовито. Већ у првом минуту наставка Валентино Миловановић је смањио предност црно-белих на 18-12. Наставила је Звезда са иницијативом, али се Партизан бранио свим снагама све до 56 минута када су црвено бели након есеја Стефана Недељковића, и гола Милоша Зоговића поравнали резултат по други пут сада на 18-18. Осам минута касније Црвена звезда по први пут долази у водство од 24-18, након есеја Дениса Ченгаја и гола Владислава Дедића. Уследио је експресни одговор црно-белих који су само четири минута касније, након есеја Стевана Стевановића и гола Џавида Јашарија па је резултат по трећи пут поравнат 24-24.
Очекивано, обе екипе у последњих десетак минута ушле су нервозно. Пре свега јер је било јасно да је улог у игри велики. Судија Владан Кикановић у тим тренутцима имао је пуне руке посла како би дисциплиновао играче. Чини се да су у тим тренутцима нешто смиренији и рационалнији били играчи Партизана, који су преко Џавида Јашарија из две ситуације, казне у 74 минуту, а затим и дроп киком у 78 минуту стигли до предности од 27-24. У последњих неколико минута и у судијској надокнади времена Црвена звезда је кренула на све или ништа. Имали су црвено-бели неколико изгледних прилика, али на крају победа је ипак припала Партизану 1953.
Финале Купа Србије. Стадион: ФК Сава 45 Нови Београд. Гледалаца: 100. Судија: Владан Кикановић (Београд).
Поени за Партизан 1953 – 4 есеја: Александар Павловић 11 и 32 мин, Џавид Јашари 39 мин, Стеван Стевановић 68 мин. Голови: Џавид Јашари 5/6. Дроп гол: Џавид Јашари 1/1
Поени за Црвену звезду – 4 есеја: Мирослав Селимовски 26 мин, Валентино Миловановић 41 мин, Стефан Недељковић 56 мин, Денис Ченгај 64 мин. Голови: Војислав Дедић 1/1, Милош Зоговић 2/2, Владислав Дедић 1/1.
Партизан 1953: Драган Јанковић, Немања Манојловић, Енис Бибић, Томислав Стојиљковић, Павле Војиновић, Џавид Јашари, Александар Павловић, Велибор Карановић, Тоби Дејвис, Ђорђе Крњета, Филип Самарџић, Страхиња Стојковић, Стеван Стевановић. Резерве: Анастас Нешић, Дарко Самарџић, Јасмин Бибић, Марко Милићевић.
Црвена звезда: Милош Зоговић, Валентино Миловановић, Денис Ченгај, Рајко Трифуновић, Мирослав Селимовски, Владислав Дедић, Стефан Недељковић, Марко Јанковић, Лука Трифуновић, Војислав Дедић, Урош Мартиновић, Никола Ђурић, Милош Ћалић. Резерве: Петар Милановић, Ненад Жујић, Миодраг Томић, Адам Павловић. 
| Победник Купа Србије у рагбију 13 за 2022. годину.                 |
| ------------------------------------------------------------------ |
| Рагби 13 клуб Партизан 3. пехар победника Купа Србије у рагбију 13 |